# Кастел Гуелфо ди Болоня
Кастѐл Гуѐлфо ди Боло̀ня (на италиански: Castel Guelfo di Bologna, на местен диалект Castelghèif, Кастелгейф) е малко градче и община в северна Италия, провинция Болоня, регион Емилия-Романя. Разположено е на 32 m надморска височина. Населението на общината е 4281 души (към 2010 г.).